# Good Clean Fun
Pour les articles homonymes, voir GCF.
Good Clean Fun, abrégé GCF, est un groupe américain de punk hardcore, originaire de Washington, D.C.. Empruntant son nom à la chanson homonyme des Descendents, le groupe acquiert une popularité particulière sur Internet après avoir sorti The MySpace Song, une ballade parodique sur une fille qui quitte son petit ami pour une personne qu'elle a rencontrée sur Myspace.

## Histoire
Formé en 1997, le groupe utilise l'auto-ironie pour diffuser son message de véganisme, de straight edge, de féminisme et d'optimisme. Leur principale influence est le groupe new-yorkais straight edge Gorilla Biscuits. D'autres influences incluent 7 Seconds, Minor Threat, et Youth of Today.
Le groupe enregistre trois disques avant de faire semblant de se séparer en 2002, déclarant que « leur mission avait été accomplie et qu'ils avaient atteint leurs objectifs. » Au même moment, et comme le prédisait leur chanson I Can't Wait, ils sortent une compilation retraçant toute leur carrière, Positively Positive 1997-2002, sur Equal Vision. Le groupe organise une tournée de « réunion » en 2004. En janvier 2006, GCF sort un nouvel album intitulé Between Christian Rock and a Hard Place, toujours chez Equal Vision,,. En Europe, leur album est publié par Reflections Records, et est soutenu par une tournée européenne et américaine. Ils participent notamment pour la troisième fois au Fluff Fest en République tchèque, pour lequel ils reçoivent 300 euros. En décembre 2006, le groupe annonce la sortie d'une compilation exclusive intitulée Crouching Tiger, Moshing Panda, qui comprendra des titres de compilation, des vinyles épuisés et des chansons qui ne sont pas disponibles sur les albums.
À la fin de l'été 2009, le groupe termine un long métrage intitulé Good Clean Fun : The Movie, basé sur un scénario écrit par Diao. Le tournage commence en novembre 2007.

## Discographie
- 1998 : Shopping for a Crew (EP, Underestimated Records)
- 1998 : Who Shares Wins (EP, Phyte Records)
- 2000 : split avec Throwdown (Prime Directive Records)
- 2000 : Shopping for a Crew (compilation, Phyte Records)
- 2000 : Live in Springfield (Phyte Records)
- 2000 : On the Streets Saving the Scene from the Forces of Evil (Reflections Records)
- 2001 : Straight Outta Hardcore (Phyte Records)
- 2002 : Positively Positive 1997-2002 (compilation, Equal Vision Records)
- 2004 : Today the Scene Tomorrow the World (album live, Inferno Recordings)
- 2006 : Between Christian Rock and a Hard Place (Equal Vision Records)
- 2006 : Crouching Tiger, Moshing Panda (compilation, kein Vertrieb)